# Curimataú Oriental (tiểu vùng)
Curimataú Oriental là một tiểu vùng thuộc bang Paraíba, Brasil. Tiều vùng này có diện tích 1363 km², dân số năm 2007 là 93042 người.